# 1960년 일본 자유민주당 총재 선거
1960년 자유민주당 총재 선거(일본어: 1960年自由民主党総裁選挙)는 1960년 7월 14일에 실시된 자유민주당 총재를 선출하기 위한 선거다.

## 과정
기시 노부스케가 안보 투쟁의 여파로 1960년 6월 23일 사의를 표명하면서 차기 총재를 선출할 선거를 시행하게 됐다. 당초 기시는 자신이 주도하여 후보자를 일원화하길 원했으나 이케다 하야토, 오노 반보쿠, 이시이 미쓰지로, 후지야마 아이이치로, 마쓰무라 겐조 등 5명이 입후보할 뜻을 밝혔다. 합의를 통해 총재를 선정한다면 부총재이던 오노가 총재가 될 가능성이 높았다. 따라서 이케다는 공선으로 총재를 정해야 한다고 주장하며 어떠한 합의와 대화에도 응하지 않아 합의를 주장하던 오노·이시이와 대립했다. 하지만 공선을 주장한 이케다의 태도가 지나치게 고압적이었기에 언론조차 이케다의 태도를 좋게 보지 않았다.
7월 5일에 이케다가 정식으로 입후보를 표명했으며 8일에 오노가 뒤를 따랐다. 10일에는 기시로부터 입후보 권유를 받았던 후지야마가 오자와 사에키, 에사키 마스미, 엔도 사부로 등의 추천을 받아 입후보했다. 같은 날에 이시이와 마쓰무라도 반주류파의 대표를 내세우며 입후보를 표명했다. 그런데 12일에 기시가 후지야마에게 입후보를 포기하고 이케다를 도와달라고 요청했다. 한편 요시다 시게루가 이케다 지지를 선언하면서 오노와 이시이는 연합 전선을 결성했다. 이로써 이케다 vs 오노, 이시이의 대립 구도가 형성되었다. 간사장 가와시마 쇼지로 등은 당대회를 7월 13일에 열기로 결정했지만 두 파벌의 대립이 극심하자 가급적이면 공선을 실시하지 않고 합의를 통해 후보를 일원화할 것을 촉구했다.
이케다는 안보 투쟁이 한창일 때 자위대의 치안 출동을 강하게 주장한 적이 있었다. 따라서 이케다가 총재가 되면 기시의 노선이 계승되는 게 아니냐는 의구심이 강했다. 원로 정치인이던 쇼리키 마쓰타로도 "이런 혼란 속에서 강경한 태도만 내세우는 이케다가 과연 시국을 수습할 수 있을 것인가"라며 우려했다. 『아사히 신문』 논설위원 류 신타로는 이케다의 측근인 미야자와 기이치에게 "지금처럼 사회가 어지러울 때는 치자와 피치자의 대립을 소멸시킬 필요가 있다. 이케다 씨 같은 난폭한 사람은 일은 잘해도 대립을 심화시킬 우려가 있다. 조금 일을 못하더라도 성격이 온건한 사람에게 총재를 양보하길 바란다"라며 이시이를 추천하면서(이시이는 『아사히 신문』에서 20년 넘게 근무한 경력이 있다) 이를 이케다에게 전해달라고 부탁했다. 미야자와 역시 '고압적인 기시에 이어서 방자한 이케다가 총리가 되면 자민당 자체가 치명적인 타격을 입을 수 있다'고 생각하고 있었기에 온화한 성격인 이시이에게 양보해야 한다고 여겼다. 오히라 마사요시 역시 이케다가 총재 선거에 입후보하는 건 시기상조라 여겼다. 하지만 이케다는 "내 눈에는 정권이라는 게 보인다. 내 앞에는 정권이 있다"라며 지금은 승부를 해야 할 때라는 자신의 직감을 믿고 충고를 일축했다.
한편 사토 에이사쿠도 입후보를 검토하고 있었다. 하지만 요시다가 "이런 시대의 총재에는 정직한 사람을 우선하는 게 좋다"라며 이케다가 정권을 취해도 단명으로 끝날 것이니 지금은 자중하고 이케다를 지지해줄 것을 설득해 왔다. 사토파는 "이케다가 총리가 되면 사토의 시대는 멀어지는 게 아닌가"라며 의문을 던지면서도 당인파에게 정권을 넘기는 것을 꺼려해 혼란스러운 상태였다. 기시 역시 친동생인 사토를 지지했지만 형의 뒤를 이어 곧바로 동생이 정권을 차지하는 건 모양새가 좋지 못하니 대신 맹우인 후지야마가 총재가 되길 바랐다. 하지만 후지야마는 당내 세력이 약했기에 사토파는 후지야마 대신 이케다를 지지하기로 결정했다. 기시는 겉으로는 중립을 지켰지만 요시다, 가야 오키노리와 상담하여 비밀리에 이케다를 지지했다는 얘기도 있다.
파벌 대립에 기반한 격심한 투쟁은 사실상 분열 상태로 만들었을 정도로 자민당은 혼란에 빠져 있었다. 기시파는 파벌 단위에서도 분열해 기시와 후쿠다 다케오 등은 사토파와 함께 이케다를 지지했으며 가와시마, 아카기 무네노리 등은 오노를 지지했고 아야베 겐타로, 난조 도쿠오, 다케치 유키 등은 후지야마를 지지했으며 이치마다 히사토는 이시이를 지지했다. 당대회 이틀 전인 11일에 고노 이치로는 오노, 이시이, 가와시마, 이치마다, 다카사키 다쓰노스케, 쇼리키와 회담해 기시 아류 정권 반대, 관료 정치 반대를 내세우며 당인파의 결집을 결의했다. 하지만 고노가 내세운 당인파의 결집은 양날의 칼이었다. 지지 범위를 넓히는 효과가 있었지만 중심 인물이던 고노와 미키 다케오가 안보 투쟁 당시 본회의를 결석했기 때문이었다. 이는 안보에 정치 생명을 걸었던 기시에게는 용서하기 힘든 행위였다. 기시는 특히 미키를 매우 싫어했다. 이케다 지지 세력의 참모는 사토였고 이시이 지지 세력의 기동력은 고노였지만 실제로 사토파를 견인해 이케다 지지로 끌어모은 건 다나카 가쿠에이였다. 기무라 다케오, 하시모토 도미사부로, 아이치 기이치, 마쓰노 라이조 등 4명은 사토파 내에서도 반이케다 세력이었지만 다나카는 사토파가 분열하면 고노에게 기회를 주게 된다며 위기감을 불러일으켜 파벌을 결집하는 데 성공했다. 당대회 날짜가 다가오면서 합의는 사실상 물건너갔고 이케다파, 이시이파, 오노파는 각자 자신들이 이길 거라며 시뮬레이션을 하고 있었다.
그런데 12일 밤에 사태가 급변했다. 이케다파의 공작에 의해 이시이파에 속한 참의원 의원들이 분열하여 제대로 싸울 수 있는 상태가 아니게 된 것이다. 나다오 히로키치는 이시이를 지시를 받고 오노파 참모인 미즈타 미키오, 아오키 마사시, 무라카미 이사무와 만나 "오노파가 2·3위 연합에 기대해도 이시이파가 기대에 응할 수 있는 상황이 아니다"라며 상황을 전달했다. 이시이파 참의원 의원들이 분열한 건 고노가 오노의 뒤를 바주고 있다는 사실을 경계했기 때문이었다. 이시이파와의 2·3위 연합이 제대로 이루어지지 않으면 오노에게도 승산은 없었다. 늦은 시각이었지만 가와시마, 고노, 고다마 요시오는 오노를 중심으로 선거 판세를 재검토했다. 그리고 고노가 오노를 설득해 13일 6시 30분경에 오노가 입후보를 사퇴했다. 오노파는 결속력이 두터웠기에 오노가 입후보를 포기해도 이시이파를 지원할 수 있지만 이시이가 사퇴하면 이시이파의 표가 이케다에게 흘러갈 우려가 있었기 때문에 오노가 입후보를 포기한 것이었다. 소식을 들은 마쓰무라도 출마를 취소했고 미키·마쓰무라파는 이시이 지지를 표명해 기시, 이케다, 사토의 관료파 연합에 대항해 당인파 연합 후보를 이시이로 일원화했다. 이렇게 최종적으로 총재 선거는 이케다, 이시이, 후지야마 등 3사람의 경쟁이 되었다.
하지만 당인파들 사이에서 이시이가 이케다에게 패배할 거란 우려가 많았고 결국 당인파는 잘못된 전략을 채택하게 된다. 예정대로 이 날에 선거가 시행됐다면 이시이가 당선됐을 거란 얘기가 많았기 때문이다. 그러나 그 날 밤 후지와라 요시에의 음악회가 예정되어 있어 산케이홀을 오랫동안 빌리지 못하자 당인파는 선거를 하루 연기할 것을 제안했다. 그렇게 하루라는 시간을 벌게 된 이시이파는 기시, 사토 등과 함께 체계를 다시 세우는 데 성공했다. 이케다와 친분이 있었고 고노를 경계했던 재계 주류파를 기시가 설득하는 것에도 성공했다. 재계의 지지를 얻어내자 기시는 기시파 60명을 모아 다시 한 번 재결집하여 이케다를 지지할 것을 설득했다. 이 전략이 유효해 당인파 산파역의 한 명인 가와시마도 이케다 지지로 선회했다. 마쓰노는 이 상황을 두고 "기시는 이케다를 좋게 생각하지 않았지만 먼 친척이기도 한 요시다로부터 이케다를 도와 달라는 부탁을 받았다"라고 설명했다. 후지야마는 책임을 다하겠다며 입후보를 사퇴하지 않았지만 결선 투표에선 이케다 지지를 명확히 하는 등 하룻밤 사이에 이케다 지지 세력은 대대적인 반격에 나섰다.
7월 14일 히비야 공회당에서 진행된 선거는 이케다의 대승으로 끝났다. 선거에서 승리한 이케다는 보수본류의 위기를 돌파하는 역할을 완수하게 되는데 이는 물론 운도 있지만 이케다의 결단력과 이른바 이케다 브레인들의 지원 덕분이었다. 선거일 오후에 총리대신 관저에서 새 총재를 위한 피로연이 진행될 때 기시가 테러를 당하면서 씁쓸한 뒷맛을 남기며 막을 내렸다. 기시가 칼에 찔리는 테러를 당한 건 본인이 선거에 나섰을 때 후계를 약속하는 공수표를 남발한 것이 원인이라고 한다.
이케다 캠프는 선거 기간 동안 재계 주류의 지원을 받아 총액 10억 엔에 달하는 공전의 금액을 마련했다. 이에 비해 오노 캠프가 마련한 비용은 겨우 3억 엔에 불과했다.る

## 후보자
입후보제가 아니었기에 선거 활동을 한 의원들을 모두 표시했다.
| 이케다 하야토                                              | 이시이 미쓰지로                                      | 후지야마 아이이치로                                     |
|                                                            |                                                      |                                                         |
| 중의원 의원(5선, 히로시마현 제2구) 통상산업대신(1959-현직) | 중의원 의원(4선, 후쿠오카현 제3구) 부총리(1957-1958) | 중의원 의원(초선, 가나가와현 제1구) 외무대신(1957-현직) |
| 굉지회(이케다파)                                           | 수요회(이시이파)                                     | 애정회(후지야마파)                                      |
| 히로시마현                                                 | 후쿠오카현                                           | 도쿄부                                                  |

## 결과
자민당 총재 선거에서 입후보제가 도입된 건 1970년대의 일로 이 당시엔 입후보 표명 여부와 무관하게 자민당 소속 의원에 대한 표는 모두 유효표로 산정되었다.
| 후보자              | 1차 투표 | 1차 투표 | 결선 투표 | 결선 투표 |
| 후보자              | 득표수   | 득표율   | 득표수    | 득표율    |
| ------------------- | -------- | -------- | --------- | --------- |
| 이케다 하야토       | 246      | 49.4%    | 302       | 60.89%    |
| 이시이 미쓰지로     | 196      | 39.36%   | 194       | 39.11%    |
| 후지야마 아이이치로 | 49       | 9.84%    |           |           |
| 마쓰무라 겐조       | 5        | 1%       |           |           |
| 오노 반보쿠         | 1        | 0.2%     |           |           |
| 사토 에이사쿠       | 1        | 0.2%     |           |           |
| 합계                | 498표    | 100%     | 496표     | 100%      |
| 유효 투표수         | 498표    |          | 496표     |           |
| 무효표·백표         |          |          |           |           |
| 유권자 수           |          | 100%     |           | 100%      |

## 이야깃거리
해당 총재 선거가 끝난 뒤 자민당 정치인의 대필작가로 일하던 와타나베 쓰네오는 『[선데이 마이니치]]』로부터 "오노 반보쿠의 이름으로 이케다의 금권정치에 항의하는 내용의 기사를 써줬으면 한다"라는 부탁을 받았다. 이에 와타나베는 오노를 찾아가 이 내용을 전달하자 오노는 "그래, 적당히 알아서 써줘"라고 했으며 원고가 완성된 뒤 검토를 부탁할 때에도 "괜찮아, 알아서 해"라는 태도를 보였다. 그렇게 『선데이 마이니치』 1960년 7월 31일호에 「음모 정치는 용서받지 못한다 ~ 반보쿠 깨달음을 얻다」라는 제목으로 30매의 기사가 게재됐다. 당시 와타나베의 원고료는 1매당 1천 엔이었는데 이 기사는 10배나 받았다. 그런데 와타나베의 월급이 당시 2만 엔이었기에 15배에 달하는 거금을 얻게 된 뒤 와타나베는 매일 후배들에게 술을 사줬고 '와타나베가 파벌을 만들고 있다'는 얘기까지 나오게 되었다.
한편 이케다가 초선 의원일 때 대장상으로 입각하자 당인파들이 맹반발했는데 오노는 이들을 달래면서 이케다의 대장상 취임을 지지했다. 이후 두 사람은 사이가 좋아졌는데 총재 선거가 끝나고 "이케다는 정정당당하게 싸웠다. 이케다에게 원한은 전혀 없다"라고 말하며 와타나베에게 "이케다에게 말해서 중의원 의장 자리를 얻어 달라"라고 부탁하자 와타나베는 평소 친분이 있던 오히라 마사요시를 찾아가 이 일을 전했다. 하지만 의장직은 곤란하다며 대신 부총리를 약속했으나 이번엔 사토가 반대했고 결국 오노는 1961년에 부총재에 취임하는 것으로 만족해야 했다.

## 참고 문헌
- 大野伴睦 (1962). 《大野伴睦回想録》. 弘文堂.
- 宮崎吉政 (1970). 《政界二十五年》. 読売新聞社.
- 《実録読物・戦後の日本》. 家の光協会. 1973.
- 北國新聞社編集局 (1974). 《戦後政治への証言 ――益谷秀次とその周辺――》. 北国新聞社.
- 塩口喜乙 (1975). 《聞書 池田勇人 高度成長政治の形成と挫折》. 朝日新聞社.
- 賀屋興宣 (1976). 《戦前・戦後八十年》. 経済往来社.
- 藤山愛一郎 (1976). 《政治わが道 藤山愛一郎回想録》. 朝日新聞社.
- 自由民主党広報委員会出版局 (1976). 《秘録・戦後政治の実像》. 永田書房.
- 松野頼三(語り); 戦後政治研究会(聞き書き・構成) (1985). 《保守本流の思想と行動 松野頼三覚え書》. 朝日出版社. ISBN 4-255-85070-4.
- 北岡伸一 (1995). 《自民党政権党の38年》. 読売新聞社. ISBN 4-643-95106-0.
- 東京新聞編集企画室 (1996). 《図解 宰相列伝》. 東京ブックレット(2). 東京新聞出版局. ISBN 4-8083-0477-5.
- 伊藤隆; 御厨貴; 飯尾潤 (2000). 《渡邉恒雄回顧録》. 中央公論新社. ISBN 412002976X.
- 魚住昭 (2000). 《渡邉恒雄 メディアと権力》. 講談社. ISBN 4062098199.
- 沢木耕太郎 (2004). 《危機の宰相》. 沢木耕太郎ノンフィクションⅦ. 文藝春秋. ISBN 4-16-364910-7. のち魁星出版、2006年／文春文庫、2008年。
- 福永文夫 (2008). 《大平正芳 「戦後保守」とは何か》. 中公新書. 中央公論新社. ISBN 9784121019769.
- 大下英治 (2010). 《池田勇人vs佐藤栄作 昭和政権暗闘史 三巻》. 静山社文庫. 静山社. ISBN 978-4-86389-033-6.
- 藤井信幸 (2012). 《池田勇人 所得倍増でいくんだ》. ミネルヴァ日本評伝選. ミネルヴァ書房. ISBN 978-4-623-06241-6.